# Bociłowszczyzna
Bociłowszczyzna (biał. Бацілоўшчына; ros. Батиловщина) – wieś na Białorusi, w obwodzie witebskim, w rejonie głębockim, w sielsowiecie Obrub.
W źródłach spotykana jest także nazwa Botwiłowszczyzna.

## Historia
W czasach zaborów wieś w powiecie dzisieńskim, w guberni wileńskiej Imperium Rosyjskiego.
W dwudziestoleciu międzywojennym leżała w Polsce, w województwie wileńskim, w powiecie dziśnieńskim, w gminie Głębokie.
Według Powszechnego Spisu Ludności z 1921 roku zamieszkiwało tu 110 osób, wszystkie były wyznania prawosławnego i zadeklarowały białoruską przynależność narodową. Były tu 22 budynki mieszkalne. W 1931 w 22 domach zamieszkiwało 120 osób.
W wyniku napaści ZSRR na Polskę we wrześniu 1939 miejscowość znalazła się pod okupacją sowiecką. 2 listopada została włączona do Białoruskiej SRR. Od czerwca 1941 roku pod okupacją niemiecką. W 1944 miejscowość została ponownie zajęta przez wojska sowieckie i włączona do Białoruskiej SRR.
Od 1991 w składzie niepodległej Białorusi.
W pobliżu wsi znajduje się kopalnia torfu.